# Hysteria (singel Def Leppard)
Hysteria – utwór brytyjskiego zespołu Def Leppard, wydany w 1987 roku jako czwarty singel z albumu zatytułowanego Hysteria.

## Pozycje na listach
| Kraj              | Pozycja |
| ----------------- | ------- |
| Wielka Brytania   | 26      |
| Irlandia          | 19      |
| Stany Zjednoczone | 10      |